# Alla turca
Alla turca (italienisch; „auf türkische Art“) ist ein Kompositionsstil und eine musikalische Vortragsbezeichnung, die in der Regel als Titelergänzung gebraucht wird und fordert, dass ein Musikstück nach dem Vorbild der türkischen Janitscharenmusik gespielt werden soll. Um 1800 sollte damit die Vorstellung von orientalischer Musik suggeriert werden. Die Janitscharenmusik ist ein im 14. Jahrhundert im Osmanischen Reich eingeführter Militärmusikstil, der in den folgenden Jahrhunderten durch die Türkenkriege und durch den Aufenthalt französischer und türkischer Diplomaten in den jeweiligen Gastländern ab den 1540er Jahren auch in Mittel- und Westeuropa bekannt wurde. Instrument der türkischen Militärkapellen wie Trommeln, Becken, Tambourin, Triangel und Schellenbaum fanden im 17. und 18. Jahrhundert dann Eingang in die Militärmusik Polens, Österreichs und Preußens.
Ein bekanntes Alla-turca-Beispiel ist Mozarts Rondo alla turca aus der Klaviersonate Nr. 11 KV331. Weitere Alla-turca-Kompositionen finden sich in Glucks Iphigénie en Tauride, Mozarts Die Entführung aus dem Serail, Haydns Militärsymphonie, Beethovens Wellingtons Sieg sowie bei Wenzel Matiegka (in dessen Opus 3), Louis Berger (Alla Turca per il Piano-Forte op. 8), Frederik Foersom (1805–1854; Rondo à la turca, 1825) und Andreas Romberg (Sinfonia alla turca op. 51). Weitere Beispiele von Musik auf „türkische Art“ enthält Rossinis Oper Il turco in Italia (1814 in Mailand uraufgeführt).
In der türkischen Kunstmusik stehen alafranga und alaturca für ein Gegensatzpaar, mit dem bis Anfang des 20. Jahrhunderts die Musik nach ihrer Herkunft klassifiziert wurde. Alafranga (von italienisch alla franca, „nach Art der Europäer“) bezeichnet die auf der abendländischen Musik basierenden Spielweisen und alaturca die Stile der türkischen Volksmusik.
In Ungarn hat sich die Vorliebe für als „türkisch“ verstandene Musik im alten Volkstanz törökös (ungarisch für alla turca) erhalten. Törökös ist ein Maskentanz, der auf Rhythmen und Melodien von Kompositionen aus dem 18. Jahrhundert basiert. Die älteste bekannte Notenschrift eines törökos-Stücks stammt aus dem Jahr 1786 und trägt den Titel Turcie.